# Peter Puget
Pour les articles homonymes, voir Puget (homonymie).
Peter Puget (1765 - 31 octobre 1822) est un officier de marine de la Royal Navy, surtout connu pour l'exploration du Puget Sound, sur la côte pacifique nord-américaine.

## Biographie

### Origines
Les ancêtres de Puget ont fui le royaume de France pour se réfugier en Grande-Bretagne pour échapper aux persécutions décidées par Louis XIV contre les huguenots. Son père, John Puget, est un marchand et banquier prospère, mais il meurt en 1767, laissant sa femme, Esther, avec deux fils et trois filles à élever et nourrir.

### Débuts dans laRoyal Navy
En 1778, pendant la guerre d'indépendance des États-Unis, alors qu'il n'a que douze ans, Peter entre dans la Navy en tant que midshipman et sert à bord de plusieurs bâtiments. En 1778, HMS Dunkirk, un vieux deux-ponts affecté au service de port, sous le captain John Milligan. En décembre 1779, il passe sur le HMS Syren, une frégate placée sous le commandement du captain Edmund Dodd, avec laquelle il croise en mer du Nord, luttant contre les vaisseaux qui tentaient de briser le blocus anglais.
En 1780, il suit son captain Edmund Dodd sur le HMS Lowestoft, 64 canons, affecté à l'escadre stationnée dans les Indes occidentales. Sur place, Puget sert au sein d'une petite force d'artilleurs de marine qui renforce la garnison à Saint-Christophe, et survit au siège de Brimstone Hill contre des forces françaises supérieures de l'amiral le comte de Grasse. Il sert probablement lors de la victoire des amiraux Rodney et Samuel Hood le 12 avril 1782 à la bataille des Saintes.
En novembre 1782, il est à bord du HMS Thetis, sous les ordres du captain John Blankett; basé à Gibraltar et croise en Méditerranée. L'année suivante, il passe sur le HMS Europa, captain Vashon, arborant le pavillon du commodore Alan Gardner; à bord duquel il sert en Jamaïque. Il y fait la rencontre de George Vancouver, alors lieutenant. Le HMS Europa est désarmé en 1787. La même année, il rejoint le captain Dodd sur le Lowestoft, mais deux mois plus tard, ce dernier est également désarmé. En 1788, il sert probablement sur l'East Indiaman Prince.

### Lieutenant Puget sur leDiscovery
Le Bath Chronicle publie sa nécrologie :

« Died on Thursday 31st October at his home in Grosvenor Place, after a long and painful illness, Rear Admiral Peter Puget C.B.  This lamented officer had sailed round the world with the late Captain Vancouver, had commanded various men-of-war and was many years Commissioner at Madras, the climate of which place greatly contributed to the destruction of his health. »

## Mariage et descendance
Peter Puget épouse Hannah Elrington le 6 février 1797. De cette union naissent sept garçons et quatre filles.
Leur fils aîné, Peter Richard Puget, part aux Amériques et devient acteur. Leurs autres fils s'engagent dans l'armée britannique ou dans la Navy, un d'entre eux - William David - parviendra au grade de captain. Leurs filles se marient toutes et l'une d'elles, Eleanor Catherine, est la seule à avoir fourni une descendance connue à Peter et Hannah Puget.
Hannah Puget ne se remarie pas à la mort de son mari, elle meurt le 14 septembre 1849 et est enterrée aux côtés de Peter, dans le cimetière de l'église de Woolley, à Bath. Le sarcophage d'origine, détérioré par les éléments, a été remplacé par une plaque de bronze offerte par la Seattle Historical Society.